# Olympische Sommerspiele 1952/Teilnehmer (Belgien)
| Gelbes Symbol für Goldmedaillen mit stilisierten Olympischen Ringen | Graues Symbol für Silbermedaillen mit stilisierten Olympischen Ringen | Braundes Symbol für Bronzemedaillen mit stilisierten Olympischen Ringen |
| ------------------------------------------------------------------- | --------------------------------------------------------------------- | ----------------------------------------------------------------------- |
| 2                                                                   | 2                                                                     | —                                                                       |

Belgien nahm an den Olympischen Sommerspielen 1952 in Helsinki mit einer Delegation von 135 Athleten (130 Männer und fünf Frauen) an 74 Wettkämpfen in 16 Sportarten teil. Fahnenträger bei der Eröffnungsfeier war der Fechter Charles Debeur.

## Teilnehmer nach Sportarten

### Basketball
- in der Qualifikationsrunde ausgeschieden
- Jules Boes
- Jan Ceulemans
- Henri Coosemans
- Henri Crick
- Yves Delsarte
- Josef du Jardin
- Johannes Ducheyne
- Jef Eygel
- Désiré Ligon
- Julien Meuris
- Félix Roosemont
- Alexis Van Gils
- Pierre van Huele

### Boxen
- Max Marsille
- Jean Paternotte
- Jean Renard
- Marcel Van De Keere
- Pierre Wouters

### Fechten
- Gustave Balister
- Robert Bayot
- Albert Bernard
- Alex Bourgeois
- Georges de Bourguignon
- Ghislain Delaunois
- Robert Henrion
- François Heywaert
- Jean-Baptiste Maquet
- Paul Valcke
- Marcel Van Der Auwera
- Pierre Van Houdt
- André Verhalle
- Édouard Yves

### Gewichtheben
- Robert Allart
- Henri Colans

### Hockey
- Viertelfinale
- Pierre Bousmanne
- José Delaval
- Jean Dubois
- Jean-Jacques Enderle
- Roger Goossens
- Harold Mechelynck
- Roger Morlet
- Jacky Moucq
- Léo Rooman
- Paul Toussaint
- Jean Van Leer
- Lucien Van Weydeveld
- Jacques Vanderstappen

### Kanu
- Hilaire Deprez
- Albert Van De Vliet
- Frans Van Den Berghen
- Rik Verbrugghe

### Leichtathletik
- Jacques Delelienne
- Lucien De Muynck
- Louis Desmet
- Charles Dewachtere
- Henri Haest
- Frans Herman
- Walter Herssens
- Daniel Janssens
- Raymond Kintziger
- Jean Leblond
- Fernand Linssen
- Albert Lowagie
- Roger Moens
- Gaston Reiff
- Robert Schoonjans
- Jean Simonet
- Oscar Soetewey
- Lucien Theys
- Antoine Uyterhoeven
- Alphonse Vandenrydt
- Marcel Vandewattyne

### Moderner Fünfkampf
- Francis Plumerel

### Radsport
- Jos De Bakker
- Paul Depaepe
- Gabriel Glorieux
- Robert Grondelaers
Silber  Straßenrennen, Einzel
Gold  Straßenrennen, Mannschaft
- Pierre Gosselin
- Stéphan Martens
- André Noyelle
Gold  Straßenrennen, Einzel
Gold  Straßenrennen, Mannschaft
- José Pauwels
- Robert Raymond
- Rik Van Looy
Gold  Straßenrennen, Mannschaft
- Lucien Victor
Gold  Straßenrennen, Mannschaft

### Ringen
- Auguste Baarendse
- Lucien Claes
- Jan Cools
- Émile Courtois
- Jos De Jong
- Augustus Everaerts
- Jef Mewis
- Maurice Mewis
- Joseph Trimpont

### Rudern
- Bob Baetens
Silber  Zweier ohne Steuermann
- Florent Caers
- Harry Elzendoorn
- Robert George
- Eugeen Jacobs
- Michel Knuysen
Silber  Zweier ohne Steuermann
- Hippolyte Mattelé
- Jos Rosa
- Henri Steenacker
- Charles Van Antwerpen
- Kamiel Van Dooren
- Jos Van Stichel

### Schießen
- Albert Fichefet
- François Lafortune senior
- François Lafortune junior
- Gaston Van Roy

### Schwimmen
| Männer - Joseph Anthoon - Marcel Anthoon - Alfons Bierebeek - Kamiel Reynders - Ludovicus Schoenmaekers | Frauen - Nicole Guilini - Huguette Peeters - Irène Possemiers - Sybille Verckist - Raymonde Vergauwen |

### Segeln
- Jean De Meulemeester
- André Deryckére
- Auguste Galeyn
- Christian Nielsen

### Turnen
- Maurice De Groote
- Frederik De Waele
- Jeroom Riske

### Wasserball
- 6. Platz
- Théo-Léo De Smet
- Marcel Heyninck
- André Laurent
- Georges Leenheere
- François Maesschalck
- Alphonse Martin
- Joseph Reynders
- Roland Sierens
- Jozef Smits
- Johan Van Den Steen